# Alice im Wunderland (1933)
Alice im Wunderland ist ein im Jahr 1933 veröffentlichter Film der Filmgesellschaft Paramount Pictures. In der Titelrolle spielt Charlotte Henry, daneben treten zahlreiche damalige Filmstars wie Gary Cooper, Cary Grant und W. C. Fields in Gastauftritten auf. Neben den Spielfilmszenen enthält der Film den animierten Teil Das Walroß und der Zimmermann, der von den Leon Schlesinger Productions ausgeführt wurde.

## Hintergrund
Die Regie für diese Alice-im-Wunderland-Version führte Norman Z. McLeod, nach dem Drehbuch von Joseph L. Mankiewicz und William Cameron Menzies, welches auf Lewis Carrolls Bücher Alice im Wunderland und Alice hinter den Spiegeln basiert. Der Film wies auch stark auf die erste Bühnenfassung von Eva LeGallienne und Florida Friebus hin. Alice im Wunderland vereinte neben der Neuentdeckung Charlotte Henry in der Titelrolle eine wahre Starbesetzung aus bekannten Schauspielern der damaligen Zeit, die unter ihren Kostümen teilweise nur schwer zu erkennen sind. An den Kinokassen geriet der Film damals zum Reinfall.
Der Film wird in den britischen Kabelfernsehenkanälen wie TNT Film gelegentlich gezeigt. Ursprünglich war die Schwarz-Weiß-Produktion 90 Minuten lang, doch als EMKA, Ltd. in den späten 1950er Jahren die Filmrechte kauften, verkürzten sie den Film auf 77 Minuten. Die Universal Studios brachten den Film am 2. März 2010 in gekürzter Version auf DVD heraus.

## Zusammenfassung der Handlung
Als Alice eines Nachmittags mit einer Gouvernante allein gelassen wird (Alice’s Schwester erscheint in dieser Version nicht), langweilt sie sich zutiefst. In ihrer Müßigkeit beginnt sie sich zu fragen, wie wohl das Leben auf der anderen Seite des im Salon stehenden Spiegels ist, als sie plötzlich eine Welle von Selbstbewusstsein verspürt und auf den Kaminsims steigt, um nachzusehen. Sie entdeckt, dass sie durch den Spiegel hindurchgehen kann und befindet sich dann in einem merkwürdigen Raum, in dem viele Dinge das genaue Gegenteil dessen zu sein scheinen, was sich im Salon befindet. Seltsamerweise scheint die Gouvernante gar nicht zu bemerken, was gerade geschehen ist. Alice schaut aus dem Fenster und sieht plötzlich ein weißes Kaninchen. Sie folgt ihm zu einem Kaninchenbau und fällt hinein. Dort sieht sie niemanden mehr und kommt zu einem Tisch mit einem Schlüssel für eine verschlossene Tür und einer Flasche mit einem Zettel, auf dem „Trink mich“ geschrieben steht. In einer Situation, die das genaue Gegenteil des Buches widerspiegelt, wächst sie nach dem Trinken des Flascheninhalts zu enormer Größe heran.

## Kritiken
„Der liebevoll gestaltete, technisch aufwändig realisierte Fantasy-Film ist mit Stars seiner Zeit gespickt und entführt Kinder und Erwachsene gleichermaßen in seine wundersame Welt.“